# Soltau (camp de prisonniers)

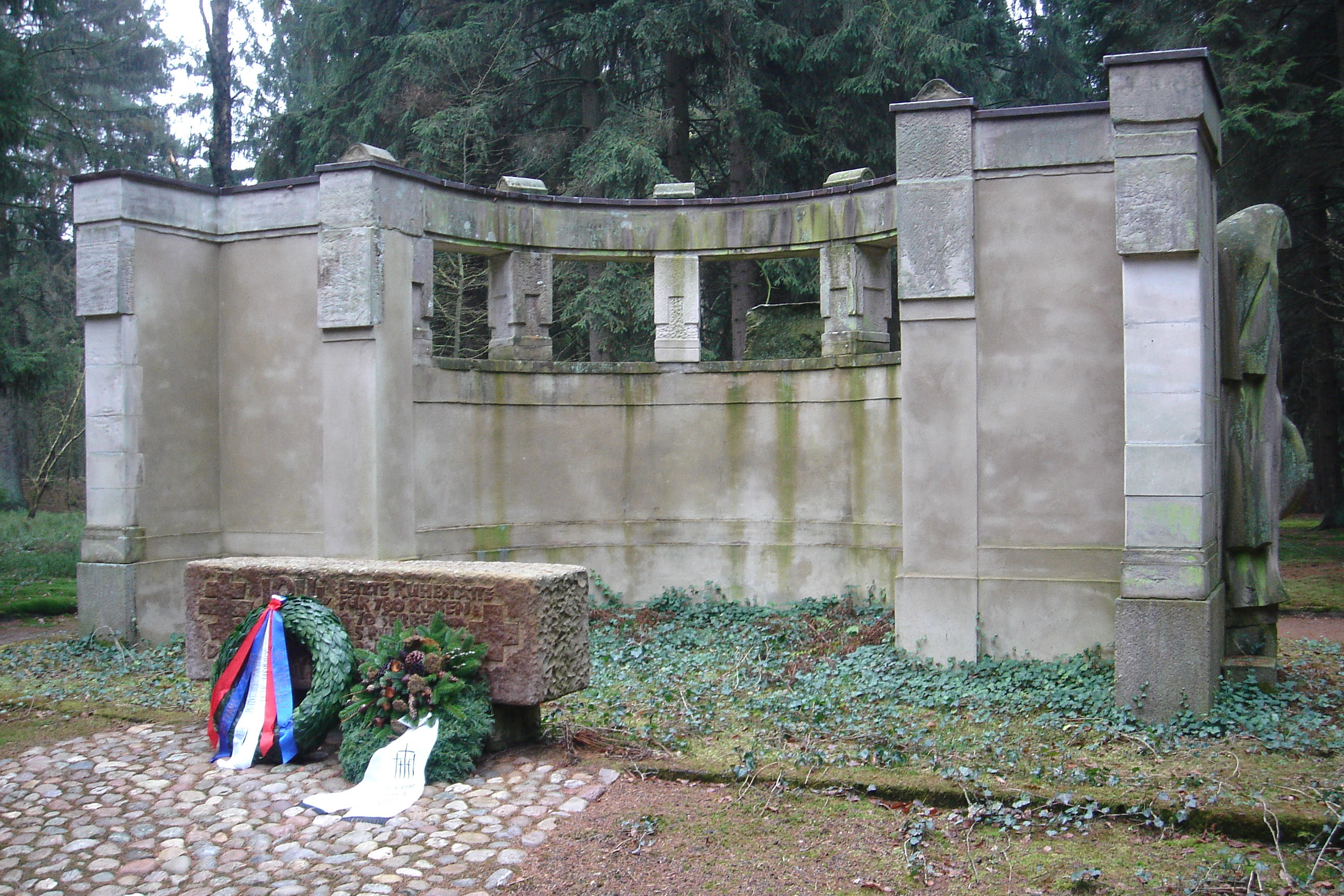
Monument aux morts du cimetière des prisonniers

Le camp de Soltau était, pendant la Première Guerre mondiale, un camp de prisonniers situé à environ 80 km de Hanovre, à l'est de Brême (Bremen) et au sud de Hambourg, dans le Land de Basse-Saxe. Construit dans les marais de Lunebourg, et disposé en baraquements entourés de miradors et de barbelés, il s'agissait du principal camp de « représailles » de la zone c'est-à-dire d'un camp situé à proximité d'une zone de feu ou dans une zone géographique aux conditions réputées difficiles. Ce camp dépendait du kommando d'Ostenholz.

## Le camp

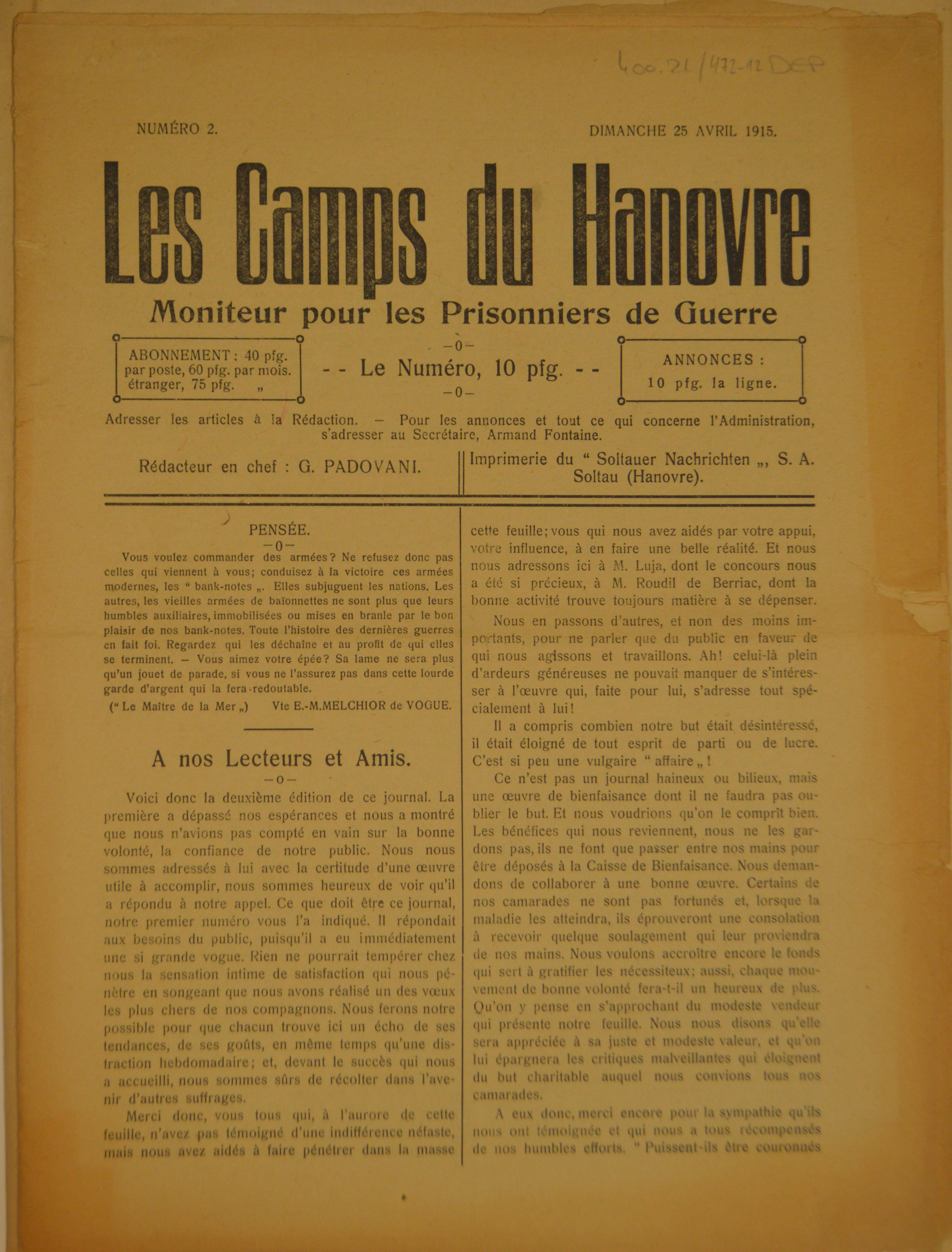
"Les camps du Hanovre : moniteur pour les prisonniers de guerre" - Editor: Soltauer Nachrichten

Composé de deux camps voisins, le camp de Soltau était le plus grand camp de prisonniers d’Allemagne pendant la Première Guerre mondiale et comportait 70 baraques.
La majorité des 73 807 internés étaient des prisonniers de guerre français (27 465) et russes (26 261), mais s’y retrouvèrent également des prisonniers de guerre de diverses autres nationalités (Belges, Anglais, Serbes, Italiens...) ainsi que des civils.

## Le camp de Soltau et la Belgique
La Belgique est envahie par l'Allemagne en août 1914 et occupée sauf dans la petite portion du territoire située au-delà de l'Yser qui résiste.
Rapidement en Belgique envahie, les Allemands exigent qu'un certain nombre de Belges travaillent pour eux de manière « volontaire ».
Réfractaires au travail obligatoire pour les Allemands (et notamment à l'engagement pour travailler dans les chemins de fer sur les convois allemands) de nombreux Belges refusent de signer un engagement volontaire.
Au titre de représailles un certain nombre de jeunes villageois de Marcq-lez-Enghien (une dizaine, tous enterrés au cimetière Saint-Martin dans la pelouse d'honneur), mais aussi de Rebecq, Quenast... sont déportés en Allemagne comme travailleurs forcés à Soltau à 100 kilomètres au Sud de Hambourg où ils resteront prisonniers toute la guerre, soit plusieurs années, souvent.
Deux gros contingents venaient de deux villes où se trouvaient de nombreuses carrières de pierre: Lessines et Soignies. De la première ville furent déportés 1.323 hommes. A Soignies, les futurs déportés durent se présenter à l'Église des Franciscaines à la rue de la Station. En attendant leur départ, ils étaient rassemblés dans la rue de Scouvemont qui, par la suite, fut renommée « rue des Martyrs de Soltau ». 842 Sonégiens et hommes des villes et villages des alentours embarquèrent dans des wagons à bestiaux à la gare de Soignies le 8 novembre 1916. 35 n'en reviendront jamais. Tous resteront marqués à vie par deux, trois, quatre voire cinq années d'épreuves et de privation.
Après quelques jours de voyage, entassés dans ces wagons à bestiaux, ils arrivent dans le village de Soltau.
De là, à pied, ils se rendent au camp, construit par les soldats belges prisonniers, dans une zone marécageuse avoisinante et envahie par de la bruyère sauvage.
Paul Panda Farnana, un Congolais combattant sous le drapeau belge, a été détenu à Soltau.
Joseph Braekman, père des athlètes Paul, François et Pierre, fut interné à Soltau du 11 octobre 1914 au 9 juillet 1916.